# KS Devolli
KS Devolli – albański klub piłkarski, mający siedzibę w mieście Bilisht. Obecnie występuje w Kategoria e Dytë.

## Historia
Chronologia nazw:
- 1927: Devolli Bilisht
- 1949: Bilishti
- 1951: Puna Bilisht
- 1958: Devolli Bilisht
- 2006: KF Bilisht Sport
- 2010: KS Devolli

Klub sportowy Devolli Bilisht został założony w miejscowości Bilisht w 1927 roku. W 1949 zmienił nazwę na Bilishti, dwa lata później na Puna Bilisht (puna oznacza praca). W 1958 powrócił do starej nazwy. 48 lat później zmienił nazwę na KF Bilisht Sport, a w 2010 przyjął obecną nazwę. W sezonie 2015/16 awansował do Kategoria e Dytë. W trzeciej lidze występował przez 3 lata, po czym wywalczył awans do Kategoria e Parë. Po zaledwie jednym sezonie, w którym zajął 8.miejsce i przegrał w barażach z Partizani Tirana B, spadł do trzeciej klasy rozgrywek.

## Barwy klubowe, strój
|  |  |

Klub ma barwy niebiesko-białe. Zawodnicy domowe spotkania zazwyczaj grają w niebieskich koszulkach, niebieskich spodenkach oraz niebieskich getrach.

## Sukcesy

### Trofea międzynarodowe
Nie uczestniczył w rozgrywkach europejskich (stan na 05-09-2020).

### Trofea krajowe
| \| \| Zdobyte trofea w rozgrywkach Albanii (stan na: 05-09-2020) \| |                                                            |      |          |
| Rozgrywki                                                           | Osiągnięcie                                                | Razy | Sezon(y) |
| Mistrzostwo                                                         | I miejsce                                                  | 0    |          |
| Mistrzostwo                                                         | II miejsce                                                 | 0    |          |
| Mistrzostwo                                                         | III miejsce                                                | 0    |          |
| Puchar                                                              | zdobywca                                                   | 0    |          |
| Puchar                                                              | finalista                                                  | 0    |          |
| Puchar                                                              | 1/16 finału                                                | 1    | 2019/20  |
| II liga                                                             | I miejsce                                                  | 0    |          |
| II liga                                                             | II miejsce                                                 | 0    |          |
| II liga                                                             | III miejsce                                                | 0    |          |
| II liga                                                             | 8.miejsce                                                  | 1    | 2019/20  |
| Albania                                                             | Zdobyte trofea w rozgrywkach Albanii (stan na: 05-09-2020) |      |          |

- Kategoria e Dytë (D3):
  - mistrz (1x): 2018/19 (gr.B)

## Poszczególne sezony

### Rozgrywki międzynarodowe
Nie uczestniczył w rozgrywkach europejskich.

### Rozgrywki krajowe
| \| Albania \| Bilans występów klubu w rozgrywkach piłkarskich Albanii (Stan na 5 września 2020 r.) \| \| |                                                                                      |        |       |    |    |    |     |    |     |                       |        |        |      |
| Poziom                                                                                                   | Rozgrywki                                                                            | Sezony | Mecze | Z  | R  | P  | B+  | B– | Pkt | Lata                  | Awanse | Spadki | Naj. |
| I | Kategoria Superiore                                                                  | 0      |       |    |    |    |     |    |     |                       | 0      | 0      |      |
| II | Kategoria e Parë                                                                     | 1      | 28    | 10 | 4  | 14 | 39  | 43 | 34  | 2019/20               | 0      | 1      | 8    |
| III | Kategoria e Dytë                                                                     | 3      | 76    | 43 | 12 | 21 | 150 | 87 | 141 | 2016–2019, od 2020/21 | 1      | 0      | 1    |
| IV | Kategoria e Tretë                                                                    | 1      |       |    |    |    |     |    |     | 2015/16               | 1      | 0      | ?    |
| | Puchar Albanii                                                                       | 1      |       |    |    |    |     |    |     | od 2019/20            | 0      | 0      | 1/16 |
| Albania                                                                                                  | Bilans występów klubu w rozgrywkach piłkarskich Albanii (Stan na 5 września 2020 r.) |        |       |    |    |    |     |    |     |                       |        |        |      |

## Piłkarze i trenerzy

### Piłkarze
Stan na sierpień 2020
| Nr | Poz. | Piłkarz          |
| -- | ---- | ---------------- |
| 2  | OB   | Dorian Cuko      |
| 3  | PO   | Sadik Cela       |
| 4  | NA   | Paolo Ivani      |
| 5  | OB   | Feliks Cane      |
| 6  | OB   | Mateo Pere       |
| 8  | NA   | Flavio Demollari |
| 9  | NA   | Sajmir Hasanaj   |
| 11 | OB   | Nikolin Duka     |
| 12 | BR   | Xhuljo Mullaj    |
| 13 | NA   | Ervis Fifo       |

| Nr | Poz. | Piłkarz         |
| -- | ---- | --------------- |
| 14 | PO   | Fabjan Nallbati |
| 15 | OB   | Anesti Tako     |
| 16 | NA   | Dario Kame      |
| 19 | PO   | Ronaldo Isufi   |
| 20 | PO   | Kleanthi Kambo  |
| 21 | PO   | Martin Ferhati  |
| 22 | NA   | Mario Kame      |
| 24 | OB   | Alvaro Bishaj   |
| 25 | PO   | Mishel Kita     |
| 99 | OB   | Xhoni Ivani     |

### Trenerzy
- styczeń 2019–listopad 2019:  Stavri Nica
- listopad 2019–:  Festim Fetollari

## Struktura klubu

### Stadion
Klub piłkarski rozgrywa swoje mecze domowe na Fusha Sportive Bilisht w Bilisht o pojemności 3000 widzów.

## Kibice i rywalizacja z innymi klubami

### Derby
- Bilisht Sport